# Hugh Jackman
Pour les articles homonymes, voir Jackman.
Hugh Jackman (prononcé en anglais : [hjuː ˈdʒækmæn]), né le 12 octobre 1968 à Sydney (Nouvelle-Galles du Sud), est un acteur, chanteur, producteur et danseur australo-britannique.
Il est reconnu mondialement pour son rôle de Wolverine dans la franchise X-Men. En plus de ses succès dans les films de super-héros, il est également acclamé pour ses performances dans des genres variés, allant du drame et de la comédie musicale à l'action et au thriller, avec des rôles marquants dans Le Prestige (2006), Les Misérables (2012) et The Greatest Showman (2017).
Il commence sa carrière sur scène et à la télévision australienne dans les années 1990 avant de se faire connaître à Broadway avec son rôle primé dans la comédie musicale The Boy from Oz. En 2000, il obtient le rôle de Wolverine dans X-Men, un personnage qu’il incarnera pendant deux décennies à travers dix films.
En parallèle de ses rôles d’action, il se distingue par sa capacité à se transformer pour des projets variés. En 2012, il brille dans le rôle de Jean Valjean dans l'adaptation cinématographique de la comédie musicale Les Misérables, une performance qui lui vaut un Golden Globe et une nomination à l'Oscar du meilleur acteur. Sa passion pour le chant se remarque dans The Greatest Showman (2017), où il incarne P.T. Barnum, le fondateur du cirque Barnum & Bailey.
En dehors de l'écran, il est également producteur et philanthrope engagé. Il soutient de nombreuses œuvres de charité, dont Laughing Man Foundation, qu'il fonde pour soutenir les communautés de caféiculteurs du monde entier, et est connu pour son engagement en faveur de la lutte contre la pauvreté et l'accès à l'éducation.

## Biographie

### Jeunesse et formation
Hugh Michael Jackman, né le 12 octobre 1968 à Sydney, est le cadet d'une fratrie de cinq enfants. Alors qu'il a 8 ans, ses parents mettent fin à leur union. Sa mère part vivre dans son pays d'origine, l'Angleterre, au Royaume-Uni, en emmenant ses sœurs. Ils ne se voient qu'une fois par an.
Diplômé en journalisme de l'université technologique de Sydney, Hugh Jackman étudie la comédie à la Western Australian Academy of Performing Arts de Perth, avant de débuter devant la caméra dans la série télévisée australienne Correlli (en) en 1995.

### Carrière

#### Débuts et révélation commerciale (1999-2002)

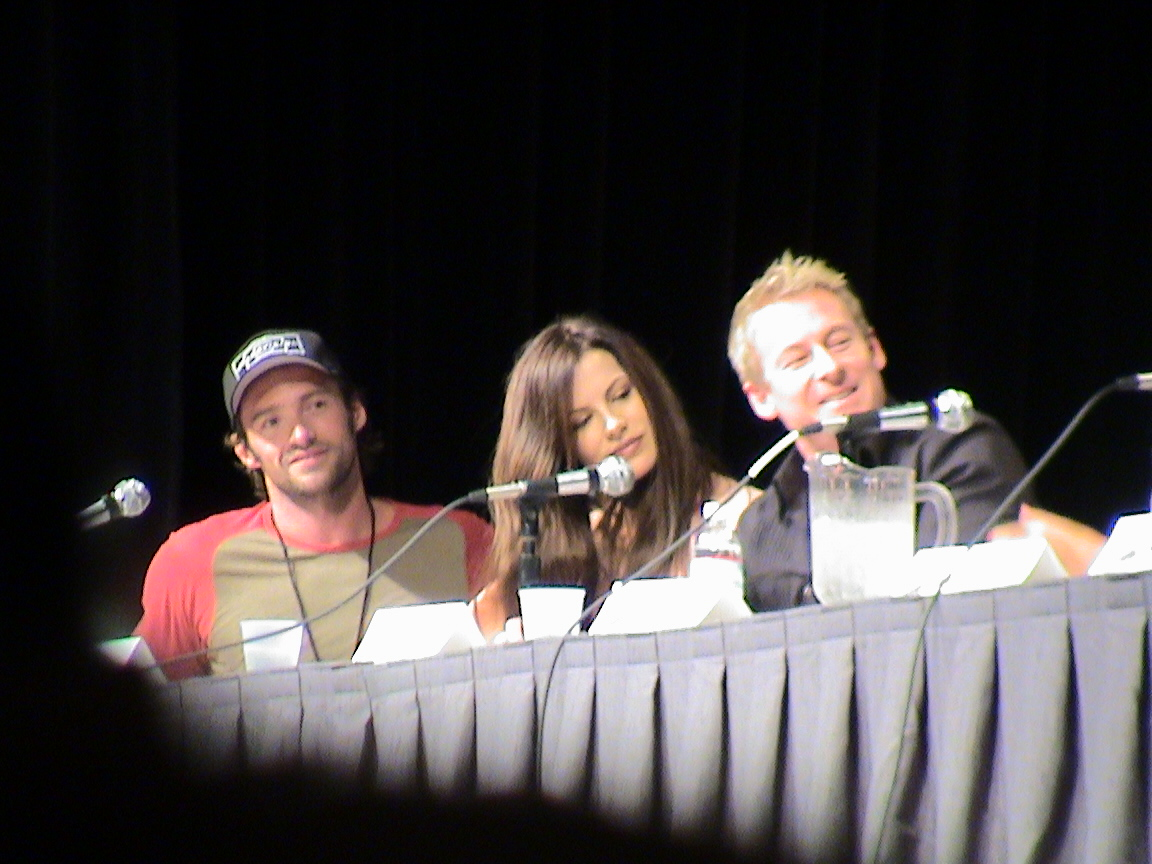
Au Comic-Con de San Diego, en 2003, pour Van Helsing.

L'acteur fait ses débuts sur grand écran en 1999 dans le film Paperback Hero (en). C'est en 2000 qu’il connaît la consécration internationale en remplaçant au pied levé Dougray Scott, dont le tournage de Mission impossible 2 avait pris du retard, dans le film X-Men réalisé par Bryan Singer.
En 2001, il confirme son nouveau statut en interprétant un hacker surdoué dans le thriller Opération Espadon, dans lequel — tout en retrouvant Halle Berry, sa partenaire dans X-Men — il donne la réplique à John Travolta.
Souhaitant confirmer la capacité de l'acteur à porter un blockbuster, le réalisateur Stephen Sommers et les studios Universal lui proposent d’incarner le chasseur de vampires Van Helsing dans le film homonyme en 2003.
Toutefois, Hugh Jackman tient à élargir son répertoire au-delà des films d'action. Il apparaît dans des comédies romantiques, dans lesquelles il est le partenaire d'Ashley Judd (Attraction animale, 2001) et de Meg Ryan (Kate & Leopold, 2001).

#### Diversification et confirmation (2003-2011)

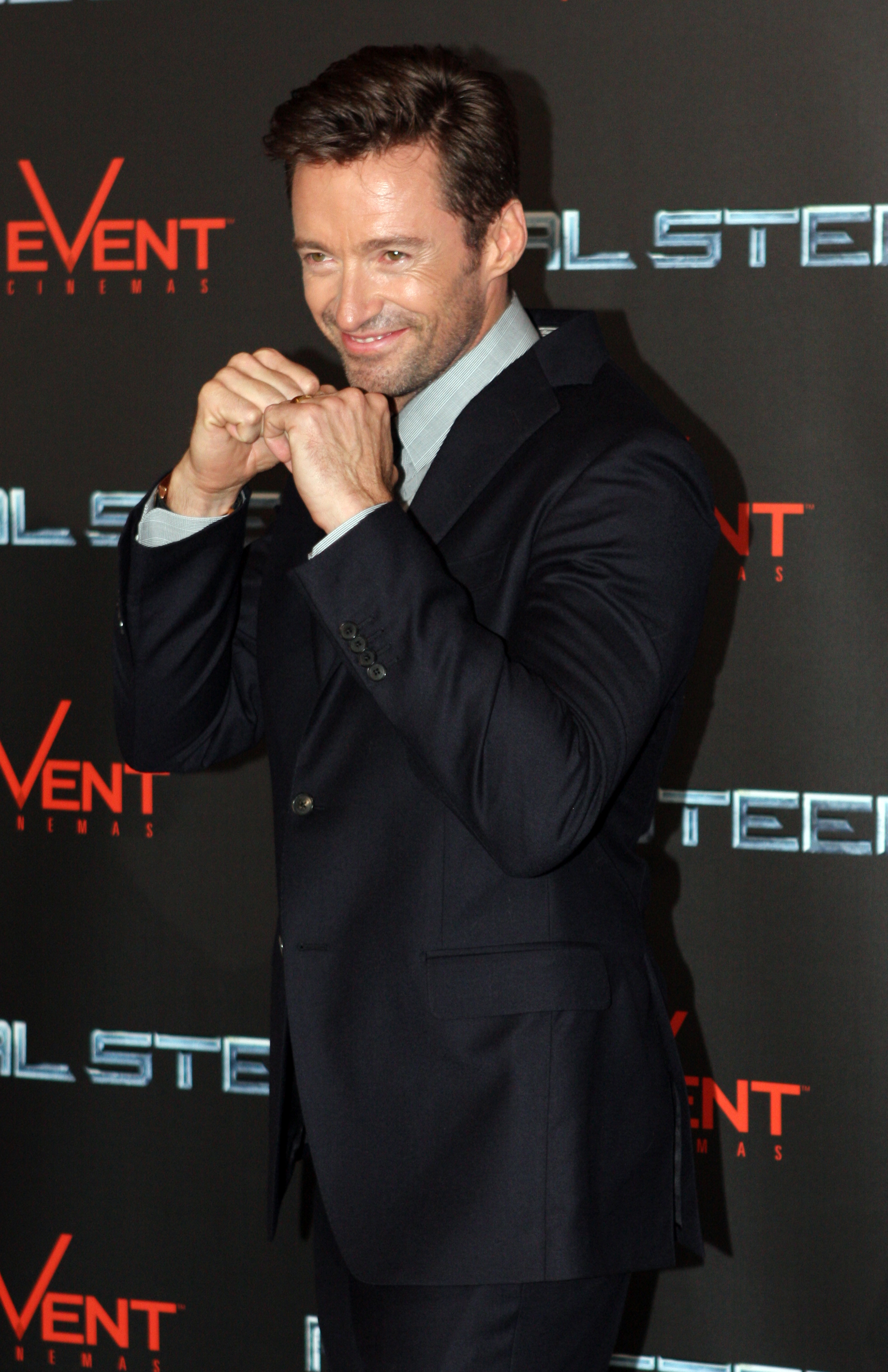
Hugh Jackman à la première australienne de Real Steel, en janvier 2011.

Il reprend son personnage de Wolverine pour X-Men 2, en 2003, puis pour X-Men : L'Affrontement final, en 2006.
Si le retour critique de ce dernier volet de la trilogie est plutôt mitigé, l'acteur confirme la même année avec trois œuvres remarquées et différentes : il joue d'abord un suspect idéal aux allures de gentleman dans l’Angleterre d'aujourd’hui dans Scoop, de Woody Allen, puis mène la fable onirique The Fountain de Darren Aronofsky. Il incarne enfin un magicien de génie, en lutte avec un confrère rival interprété par Christian Bale, dans le Londres du début du XXe siècle, pour le thriller fantastique Le Prestige de Christopher Nolan. Il conclut l'année 2006 en prêtant sa voix aux films d’animation Happy Feet et Souris City.
En 2008, Hugh Jackman continue de naviguer d'un genre à l'autre. Il apparaît aux côtés d'Ewan McGregor dans le thriller Manipulation — film dont il est également le producteur par le biais de sa société Seed Productions —, puis tourne en Australie aux côtés de sa compatriote Nicole Kidman dans le mélodrame à gros budget Australia, réalisé par Baz Luhrmann.
En 2009, il endosse à nouveau le costume de Wolverine pour X-Men Origins: Wolverine de Gavin Hood, préquel centré sur le personnage qu’il incarnait déjà dans la trilogie X-Men. Le film est un flop critique, mais confirme la popularité de l'acteur et de son interprétation, en fonctionnant très bien au box-office international. Les projets de suite sont néanmoins compromis, dans l'immédiat.
En 2011, il est à l'affiche de Real Steel, un film de science-fiction familiale qui fonctionne très bien au box-office. Il fait également un caméo dans X-Men : Le Commencement.

#### Reconnaissance critique (depuis 2012)

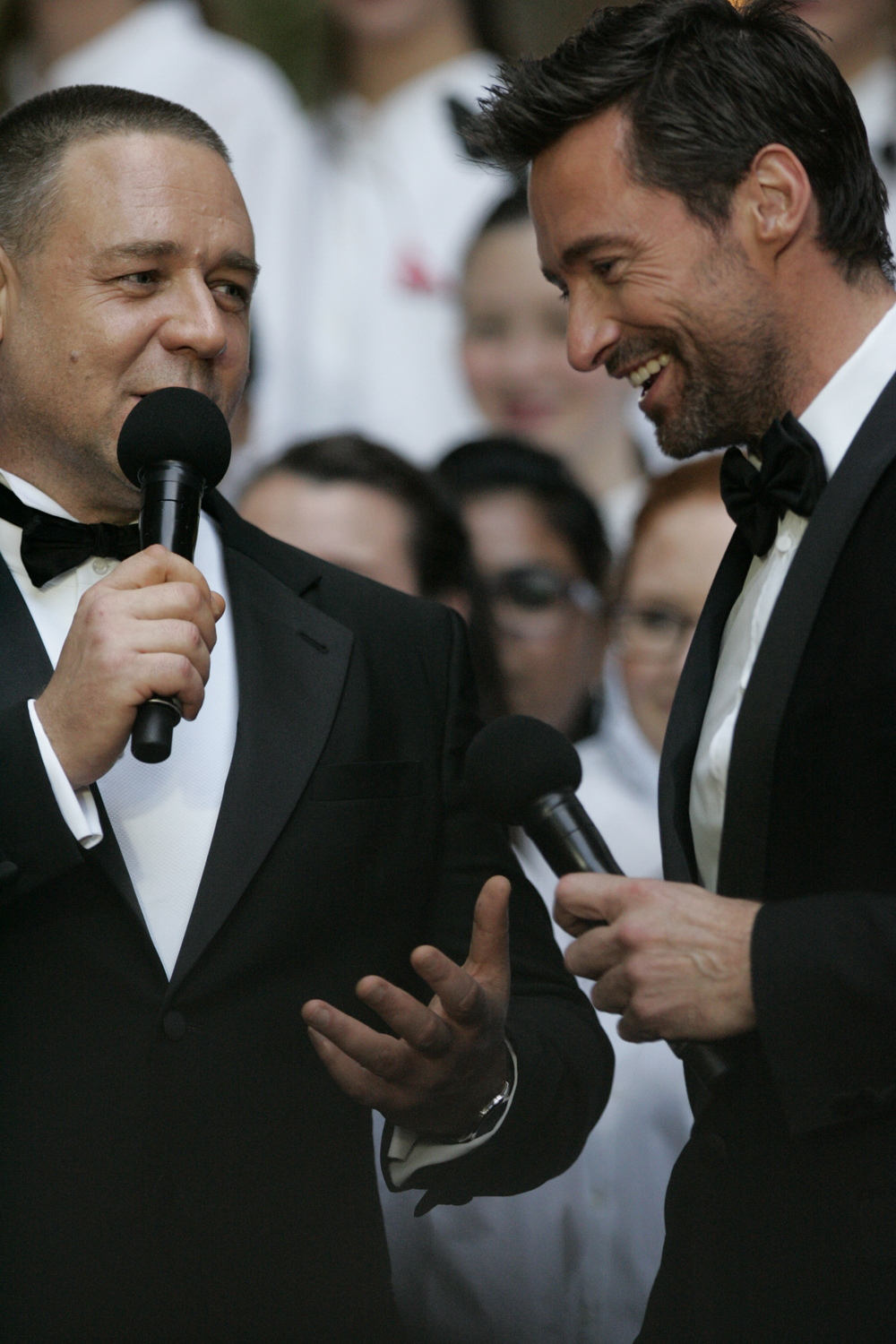
Avec Russell Crowe, à la première australienne des Misérables, en décembre 2012.

En 2012, il interprète Jean Valjean dans Les Misérables, film pour lequel il est nommé lors des Oscars 2013 dans la catégorie « Meilleur acteur » et il remporte le Golden Globes 2013 dans la catégorie « Meilleur acteur dans un film musical ou une comédie ». En décembre 2012, l'acteur reçoit son étoile sur le Walk of Fame.
En 2013, il retrouve Logan pour Wolverine : Le Combat de l'immortel, dont l'intrigue se situe après les événements de X-Men : L'Affrontement final. Cependant, le projet prend du retard à la suite du départ du réalisateur Darren Aronofsky, finalement remplacé par James Mangold. Le film, dont l'action se déroule au Japon, convainc la critique, et fonctionne très bien au box-office.
La même année, il se distingue dans un rôle dramatique dans le thriller psychologique Prisoners, réalisé par Denis Villeneuve. Son rôle de père en colère, à la suite de la disparition de sa fille, est largement salué par la critique, qui va même à y voir sa meilleure prestation à ce jour.
En 2014, il reprend son rôle de Wolverine pour X-Men: Days of Future Past, retrouvant ainsi Bryan Singer, réalisateur des films X-Men et X-Men 2. Le film, construit autour d'une large distribution menée par Jackman, connait le meilleur accueil critique de la franchise, et un excellent score au box-office. Mais en mai 2015, l'acteur annonce qu'il n'incarnera plus qu'une dernière fois ce personnage. Ce sera pour le dernier chapitre de la trilogie Wolverine.
En 2015, il continue à casser son image de superhéros en incarnant un ex-militaire obtus et sans scrupules dans le thriller de science-fiction Chappie, du réalisateur sud-africain Neill Blomkamp. Puis en incarnant Barbe Noire dans le premier blockbuster du cinéaste anglais Joe Wright : Pan, entouré des jeunes Rooney Mara, Amanda Seyfried et Garrett Hedlund. Ces deux projets sont néanmoins des échecs critiques et commerciaux.

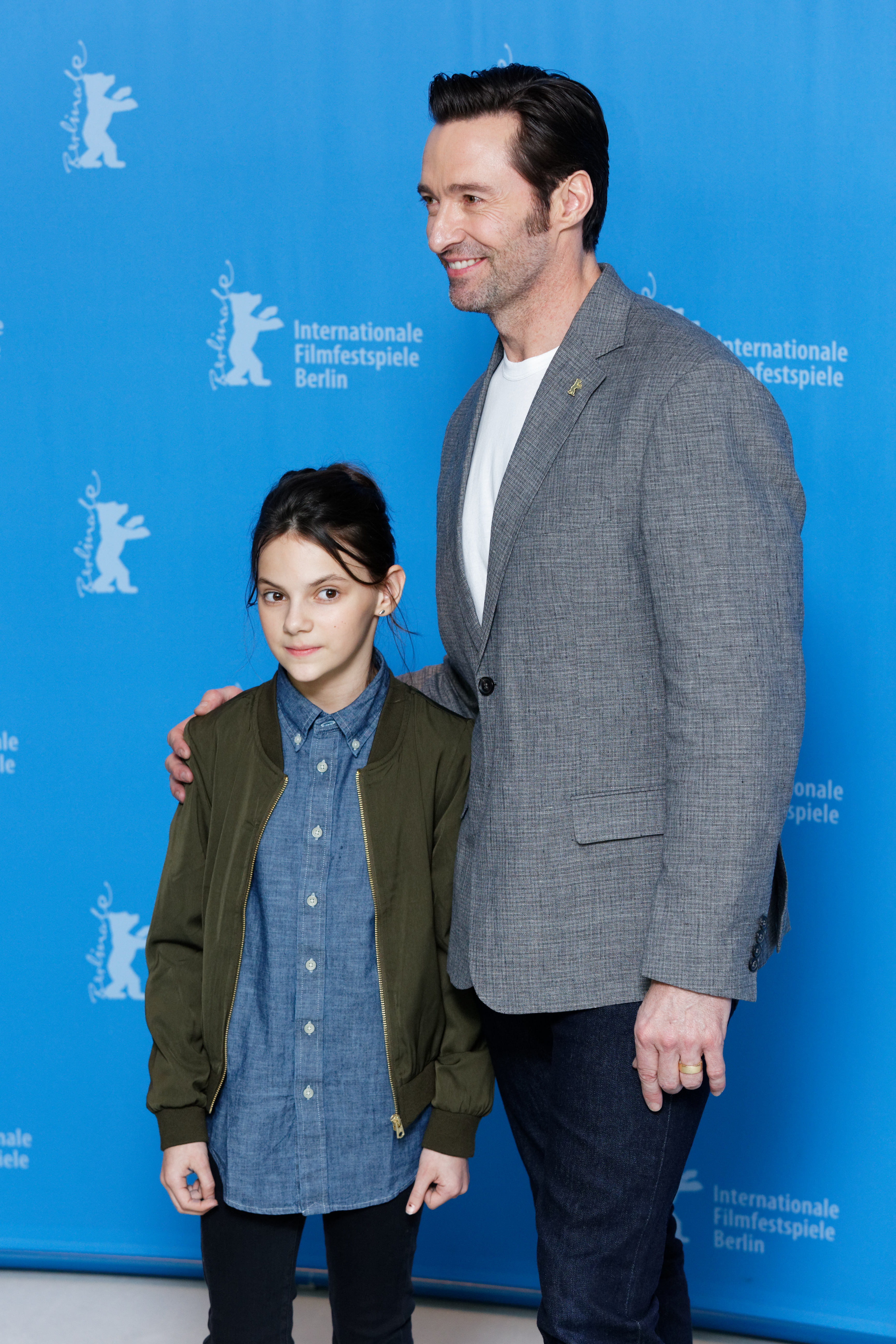
L'acteur aux côtés de la jeune Dafne Keen, pour la première mondiale de Logan à la Berlinale 2017.

En 2016, il revient en tête d'affiche d'un projet indépendant, la comédie dramatique Eddie the Eagle de Dexter Fletcher, qui est très bien accueillie par la critique mondiale. Il fait ensuite un caméo sans dialogue dans X-Men: Apocalypse avant de commencer le tournage de Logan, toujours sous la direction de James Mangold. Il annonce que ce sera sa dernière interprétation du personnage Wolverine. Le film Logan est, avant même sa sortie en salle, un immense succès critique par les professionnels et est considéré comme le meilleur film de Wolverine,. Profitant du succès du film Deadpool, le film est interdit aux moins de 17 ans non accompagnés aux États-Unis et est considéré comme le plus violent de la saga.
Il enchaîne ensuite les tournages de deux biopics : il prête d'abord ses traits à Phineas Taylor Barnum dans la comédie musicale The Greatest Showman (2017), de Michael Gracey, puis il se lance dans le thriller politique en jouant le sénateur Gary Hart dans le film indépendant The Front Runner (2018), sous la direction de Jason Reitman.
En février 2019, après le succès mondial de la comédie musicale The Greatest Showman, le réalisateur Michael Gracey confirme le développement d'une suite.
Le 27 septembre 2022, lors d'une vidéo Instagram de son ami Ryan Reynolds, son retour en Wolverine est officiellement annoncé pour le 3e film Deadpool : Deadpool et Wolverine dont la sortie est le 27 juillet 2024.

### Comédies musicales
Les talents d'entertainer (chanteur, danseur et animateur) de Hugh Jackman ont été remarqués dans la reprise londonienne de Oklahoma! et dans Sunset Boulevard en version australienne, où il tenait le premier rôle masculin face à Debra Byrne (en). Sa première expérience de music-hall avait été le rôle de Gaston dans la tournée australienne de Beauty and the Beast, et il participa également à Carousel. Cependant, il n'est révélé internationalement qu'en 2003, lorsqu'il reprend le rôle de Peter Allen dans The Boy from Oz. La comédie musicale australienne connut un grand succès à Broadway, où il joua à guichets fermés pendant près d'un an, avant un retour en Australie.
En 2009, Hugh Jackman anime la 81e cérémonie des Oscars au Kodak Theater de Los Angeles, après avoir animé à deux reprises la soirée des Tony Awards à New York.
En mai 2011, il propose une performance au Curran Theatre (en) de San Francisco, dans laquelle il mêle chant, danse, vie professionnelle et vie privée[réf. nécessaire]. Le spectacle se monte au Princess of Wales Theatre (en) de Toronto en juillet 2011. Il joue dans The Greatest Showman, sorti en décembre 2017.
Il est à l'affiche de la comédie musicale The Music Man à Broadway dans le rôle du professeur Harold Hill à partir de décembre 2020.

### Théâtre
Durant l'hiver 2009, Hugh Jackman, qui habite avec sa famille à Greenwich Village (New York), monte sur la scène du Schoenfeld Theater (Broadway) avec Daniel Craig pour une pièce contemporaine : A Steady Rain (en) de Keith Ruff. Ce texte noir, porté par une mise en scène minimaliste, leur vaut un grand succès.

### Vie privée
Hugh Jackman était en couple avec l'actrice et productrice australienne Deborra-Lee Furness de 1995 à 2023 ; ils se sont mariés en 1996 et ont adopté deux enfants : Oscar Maximilien, né en 2000, et Ava-Eliott, né en 2005. Ils annoncent leur divorce, en 2023. Il pratique la méditation transcendantale depuis l’âge de 20 ans : « Ça a changé ma vie, lorsque je médite, mon énergie est positive, je suis plus proche des gens, je suis libre. »
En novembre 2013, Hugh Jackman annonce qu'un carcinome basocellulaire a été extrait de son nez. Un second est extrait en mai 2014, l'acteur déclarant possible que d'autres manifestations de ce cancer apparaissent à nouveau. En octobre 2014, un troisième en a été extrait. En mai 2015, il annonce s'être fait opérer pour la quatrième fois. En février 2016, il annonce s'être fait extraire une nouvelle tumeur cancéreuse sur le nez pour la cinquième fois. En février 2017, son cancer du nez récidive pour la sixième fois. Lors du tournage du film The Greatest Showman, son médecin lui déconseille de chanter juste après sa dernière chirurgie en raison des risques de rupture des points de suture de son cancer « bénin », un avis médical que l'acteur n'écoutera pas : il chante From Now On le lendemain, entraîné par le rythme de la répétition de la chanson et doit refaire toutes les sutures de sa plaie. Il publie sur les réseaux sociaux un message pour son chirurgien : « désolé (pas désolé) [...] ». Il estime que la chanson valait le coup.

## Vie publique
En 2008, il est élu « homme le plus sexy » de la planète par le magazine People.
Il joue également dans plusieurs publicités, par exemple en 2008 pour la bière japonaise Asahi, ou en 2010, 2012 et 2013 où il danse à plusieurs reprises pour la marque de boissons Lipton Ice tea.
Lors du WWE Raw du 19 septembre 2011, il est l'invité spécial (où il prête main-forte à Zack Ryder lors d'un match).
Il fait une apparition musicale lors des Tony Awards 2011 avec Neil Patrick Harris, show récompensant les meilleures pièces de théâtre américaines.

## Laughing Man Coffee
Jackman lance la société Laughing Man Coffee en 2011 et fonde deux cafés dans le Lower Manhattan. Il vend également son café en ligne, avant qu'il ne devienne également une marque pour Keurig. Il fonde la société après un voyage en Éthiopie en 2009 pour World Vision, où il rencontre un producteur de café équitable nommé Dukale. Tous les bénéfices de Laughing Man Coffee sont reversés à la Laughing Man Foundation, qui soutient les programmes éducatifs, le développement communautaire et les entrepreneurs sociaux du monde entier,. En septembre 2020, il demande à Ryan Reynolds de lui prêter sa voix pour promouvoir son café Laughing Man.

## Théâtre
- The Season at Sarsaparilla (1994)
- Thark (1994)
- Beauty And The Beast (1995)
- Sunset Boulevard (1996)
- Oklahoma! (1998)
- Carousel (2003)
- The Boy From Oz (2003)
- The Boy From Oz Arena Spectacular (2006)
- A Steady Rain (2009)
- Hugh Jackman, in Performance (2011)
- Hugh Jackman, in Concert (2011)
- Hugh Jackman, Back On Broadway (2011)
- The River (2014)
- Broadway To Oz (2016)

## Filmographie

### Cinéma

#### Films
- 1999 : Paperback Hero (en) de Antony J. Bowman : Jack Willis
- 1999 : Erskineville Kings (en) d'Alan White : Wace
- 2000 : X-Men de Bryan Singer : Logan / Wolverine
- 2001 : Attraction animale (Someone Like You...) de Tony Goldwyn : Eddie Alden
- 2001 : Opération Espadon (Swordfish) de Dominic Sena : Stanley Jobson
- 2001 : Kate et Léopold (Kate and Léopold) de James Mangold : Leopold
- 2003 : X-Men 2 (X2) de Bryan Singer : Logan / Wolverine
- 2004 : Profile of a Serial Killer de Steve Jodrell : Eric Ringer
- 2004 : Standing Room Only de Deborra-Lee Furness : Roger
- 2004 : Van Helsing de Stephen Sommers : Gabriel Van Helsing
- 2006 : X-Men : L'Affrontement final (X-Men: The Last Stand) de Brett Ratner : Logan / Wolverine
- 2006 : Scoop de Woody Allen : Peter Lyman
- 2006 : The Fountain de Darren Aronofsky : Tomas / Tommy / Tom Creo
- 2006 : Le Prestige (The Prestige) de Christopher Nolan : Robert Angier
- 2008 : Uncle Jonny de Mark Constable : oncle Russell
- 2008 : Manipulation (Deception) de Marcel Langenegger : Wyatt Bose
- 2008 : Australia de Baz Luhrmann : Drover
- 2009 : X-Men Origins: Wolverine de Gavin Hood : Logan / Wolverine
- 2011 : Real Steel de Shawn Levy : Charlie Kenton
- 2011 : X-Men : Le Commencement (X: First Class) de Matthew Vaughn : Logan / Wolverine (caméo)
- 2011 : Snow Flower and the Secret Fan de Wayne Wang : Arthur, l'amoureux occidental
- 2011 : La Famille Pickler (Butter) de Jim Field Smith : Boyd Bolton[N 1],[31]
- 2012 : Les Misérables de Tom Hooper : Jean Valjean
- 2013 : Wolverine : Le Combat de l'immortel (The Wolverine) de James Mangold : Logan / Wolverine
- 2013 : My Movie Project (Movie 43) de Peter Farrelly : Davis (segment The Catch)
- 2013 : Prisoners de Denis Villeneuve : Keller Dover
- 2014 : X-Men: Days of Future Past de Bryan Singer : Logan / Wolverine
- 2014 : La Nuit au musée : Le Secret des Pharaons (Night at the Museum: Secret of the Tomb) de Shawn Levy : lui-même (caméo)
- 2015 : Chappie de Neill Blomkamp : Vincent
- 2015 : Pan de Joe Wright : Barbe Noire
- 2016 : Eddie the Eagle de Dexter Fletcher : Bronson Peary
- 2016 : X-Men: Apocalypse de Bryan Singer : Logan / Wolverine
- 2017 : Logan de James Mangold : James « Logan » Howlett / Wolverine
- 2017 : The Greatest Showman de Michael Gracey : Phineas Taylor Barnum (également producteur)
- 2018 : Front Runner : Le Scandale (The Front Runner) de Jason Reitman : Gary Hart
- 2018 : Deadpool 2 de David Leitch : Logan / Wolverine (scène post-générique montée au travers d'images d'archives du film X-Men Origins: Wolverine incluant de nouvelles images inédites - non crédité)
- 2021 : Reminiscence de Lisa Joy : Nick Bannister
- 2021 : Free Guy de Shawn Levy : le joueur masqué dans l'allée (caméo au début du film)
- 2022 : The Son de Florian Zeller : Peter Miller (également producteur)
- 2024 : Deadpool et Wolverine (Deadpool and Wolverine) de Shawn Levy : James « Logan » Howlett / Wolverine
- 2025 : Song Sung Blue de Craig Brewer : Mike Sardina
- 2026 : The Death of Robin Hood de Michael Sarnoski : Robin des Bois

#### Films d'animation
- 2006 : Souris City : Roddy (voix originale)
- 2006 : Happy Feet : Memphis (voix originale)
- 2011 : Happy Feet 2 : Memphis (voix originale)
- 2012 : Les Cinq Légendes : le Lapin de Pâques (voix originale)
- 2019 : Monsieur Link : Sir Lionel Frost

### Télévision

#### Téléfilms
- 1998 : Halifax f.p: Afraid of the Dark : Eric Ringer
- 1999 : Oklahoma ! : Curly McLain
- 2004 : Making the Grade : M. Slattery
- 2019 : Bad Education : Frank Tassone

#### Séries télévisées
- 1994 : Law of the Land (en) : Charles « Chicka » McCray
- 1995 : Correlli (en) : Kevin Jones
- 1995 : Blue Heelers (en) : Brady Jackson
- 1996 : La Saga des McGregor (Snowy River: The McGregor Saga) : Duncan Jones
- 2001 : Saturday Night Live : Host
- 2007 : Viva Laughlin (en) : Nicky Fontana
- 2022 : Les Simpson (The Simpsons) : le concierge

#### Clips
- 2024 : Chk Chk Boom de Stray Kids : Collaborateur météorologue

### Jeux vidéo
- 2004 : Van Helsing : Gabriel Van Helsing
- 2006 : X3: The Official Game : Logan / Wolverine
- 2009 : X-Men Origins: Wolverine : Logan / Wolverine

## Tournée
- 2019 : The Man. The Music. The Show.

## Distinctions

### Academy Awards
| Année | Film           | Catégorie       | Résultat   | Ref    |
| ----- | -------------- | --------------- | ---------- | ------ |
| 2013  | Les Misérables | Meilleur acteur | Nomination | [ 32 ] |

### Australian Film Institute Award
| Année | Film               | Catégorie       | Résultat   | Ref.   |
| ----- | ------------------ | --------------- | ---------- | ------ |
| 1999  | Erskineville Kings | Meilleur acteur | Nomination | [ 33 ] |
| 2007  | Le Prestige        | Meilleur acteur | Nomination | [ 34 ] |

### British Academy Film and Television Arts
| Année | Film           | Catégorie       | Résultat   | Ref.   |
| ----- | -------------- | --------------- | ---------- | ------ |
| 2013  | Les Misérables | Meilleur acteur | Nomination | [ 35 ] |

### Broadcast Film Critics Association Award
| Année | Film           | Catégorie              | Résultat   | Ref.   |
| ----- | -------------- | ---------------------- | ---------- | ------ |
| 2013  | Les Misérables | Meilleur acteur        | Nomination | [ 36 ] |
| 2013  | Les Misérables | Meilleure distribution | Nomination | [ 36 ] |

### Golden Globes
| Année | Film            | Catégorie                                           | Résultat   | Ref.   |
| ----- | --------------- | --------------------------------------------------- | ---------- | ------ |
| 2002  | Kate et Leopold | Meilleur acteur dans un film musical ou une comédie | Nomination | [ 37 ] |
| 2013  | Les Misérables  | Meilleur acteur dans un film musical ou une comédie | Lauréat    | [ 37 ] |
| 2023  | The Son         | Meilleur acteur dans un film dramatique             | Nomination | [ 38 ] |

### MTV Movie Awards
| Year | Nominated work           | Category                                                            | Result     | Ref.   |
| ---- | ------------------------ | ------------------------------------------------------------------- | ---------- | ------ |
| 2001 | X-Men                    | Best On-Screen Team (with Halle Berry, James Marsden & Anna Paquin) | Nomination | [ 39 ] |
| 2001 | X-Men                    | Best Breakthrough Male Performance                                  | Nomination | [ 39 ] |
| 2004 | X-Men 2                  | Best Fight (with Kelly Hu)                                          | Nomination | [ 40 ] |
| 2010 | X-Men Origins: Wolverine | Best Fight (with Liev Schreiber & Ryan Reynolds)                    | Nomination | [ 41 ] |

### Kids' Choice Awards
| Year | Nominated work                      | Category                  | Result     | Ref.   |
| ---- | ----------------------------------- | ------------------------- | ---------- | ------ |
| 2014 | Wolverine : Le Combat de l'immortel | Favorite Male Butt Kicker | Nomination | [ 42 ] |
| 2015 | X-Men: Days of Future Past          | Favorite Movie Actor      | Nomination | [ 43 ] |
| 2015 | X-Men: Days of Future Past          | Favorite Male Action Star | Nomination | [ 44 ] |

### Teen Choice Awards
| Year | Nominated work               | Category                            | Result     | Ref.   |
| ---- | ---------------------------- | ----------------------------------- | ---------- | ------ |
| 2003 | X-Men 2                      | Choice Movie Actor                  | Nomination | [ 45 ] |
| 2004 | Van Helsing                  | Choice Movie Actor                  | Nomination | [ 46 ] |
| 2004 | Van Helsing                  | Choice Movie Chemistry              | Nomination | [ 46 ] |
| 2006 | X-Men : L'Affrontement final | Choice Actor                        | Nomination | [ 47 ] |
| 2006 | X-Men : L'Affrontement final | Choice Liplock                      | Nomination | [ 47 ] |
| 2008 | X-Men Origins: Wolverine     | Choice Actor in an Action Adventure | Lauréat    | [ 48 ] |
| 2009 | Australia                    | Choice Movie Drama Actor            | Nomination | [ 49 ] |
| 2009 | X-Men Origins: Wolverine     | Choice Movie Hissy Fit              | Nomination | [ 49 ] |
| 2009 | X-Men Origins: Wolverine     | Choice Movie Rumble                 | Nomination | [ 49 ] |
| 2013 | Les Misérables               | Choice Movie Drama Actor            | Nomination | [ 50 ] |

### People's Choice Awards
| Year | Nominated work           | Category                                                                                                  | Result     | Ref.   |
| ---- | ------------------------ | --- | ---------- | ------ |
| 2010 | X-Men Origins: Wolverine | Favorite Action Star                                                                                      | Lauréat    | [ 51 ] |
| 2010 | NC                       | Favorite Movie Actor                                                                                      | Nomination | [ 51 ] |
| 2010 | X-Men Origins: Wolverine | Favorite On-Screen Team (with Daniel Henney, Dominic Monaghan, Liev Schreiber, Ryan Reynolds & will.i.am) | Nomination | [ 51 ] |
| 2012 | Real Steel               | Favorite Action Movie Actor                                                                               | Lauréat    | [ 52 ] |
| 2012 | NC                       | Favorite Movie Actor                                                                                      | Nomination | [ 52 ] |
| 2014 | NC                       | Favorite Movie Actor                                                                                      | Nomination | [ 53 ] |
| 2014 | NC                       | Favorite Dramatic Movie Actor                                                                             | Nomination | [ 53 ] |
| 2013 | NC                       | Favorite Action Movie Actor                                                                               | Nomination | [ 53 ] |

### Saturn Award
| Year | Nominated work | Category        | Result     | Ref.   |
| ---- | -------------- | --------------- | ---------- | ------ |
| 2001 | X-Men          | Meilleur acteur | Lauréat    | [ 54 ] |
| 2007 | The Fountain   | Meilleur acteur | Nomination | [ 55 ] |
| 2013 | Les Misérables | Meilleur acteur | Nomination | [ 56 ] |

### Screen Actors Guild Awards
| Year | Nominated work | Category               | Result     | Ref    |
| ---- | -------------- | ---------------------- | ---------- | ------ |
| 2013 | Les Misérables | Meilleure distribution | Nomination | [ 57 ] |
| 2013 | Les Misérables | Meilleur acteur        | Nomination | [ 57 ] |

### Empire Awards
| Year | Film    | Award             | Result     | Ref    |
| ---- | ------- | ----------------- | ---------- | ------ |
| 2004 | X-Men 2 | Best Actor        | Nomination | [ 58 ] |
| 2014 |         | Empire Icon Award | Lauréat    | [ 59 ] |

## Décoration
- Ordre d'Australie (2019)[60],[61]

## Voix francophones
Pour les versions françaises, Joël Zaffarano est la voix régulière de Hugh Jackman depuis le film X-Men (2000). Il double notamment l'acteur pour tous les films de la franchise (excepté pour Logan où l'acteur est doublé par Jérémie Covillault, qui le double de nouveau en 2021 dans Reminiscence et en 2024 dans Deadpool et Wolverine), ainsi que dans Australia, Real Steel ou encore La Nuit au musée : Le Secret des Pharaons, etc. À plusieurs reprises, Xavier Fagnon est la 2e voix la plus régulière de l'acteur, qu'il double notamment dans Van Helsing, Le Prestige, Pan et The Greatest Showman. À titre exceptionnel, Thibault de Montalembert lui prête sa voix dans le film The Fountain et Dominique Guillo dans le film Les Misérables. Adrien Antoine l'a doublé dans son caméo au début de Free Guy.
Pour les versions québécoises, Daniel Picard est la voix régulière de l'acteur, qu'il double notamment dans Le Prestige, La Fontaine, Logan et Le Maître de la scène. Gilbert Lachance l'a également doublé à six reprises dont le premier film X-Men, Tromperie ou encore Pan.
- Versions françaises
  - Joël Zaffarano : série de films X-Men, Australia, Real Steel, La Nuit au musée : Le Secret des Pharaons, etc.
  - Xavier Fagnon : Van Helsing, Le Prestige, Pan, The Greatest Showman.
  - Jérémie Covillault : Chappie, Eddie the Eagle, Logan, Reminiscence, Deadpool et Wolverine.

- Versions québécoises (la liste indique les titres québécois) :
  - Daniel Picard : Le Prestige, La Fontaine, Logan, Le Maître de la scène, etc.
  - Gilbert Lachance : X-Men, Tromperie, Pan.